# Museo Arqueológico "Samuel Humberto Espinoza Lozano"
El Museo Arqueológico "Samuel Humberto Espinoza Lozano" es un museo peruano, que está situado en el departamento de Huancavelica. Se encuentra ubicado en el exlocal del Concejo Provincial de Huaytará. Fue inaugurado en 1995.
La colección ha sido donada por Samuel Humberto Espinoza. Está conformado por fardos funerarios, cabezas (calaveras), telas diversas, mantos de coloridos plumajes, cerámicas, armamentos, utensilios diversos y de cirugía, cráneos trepanados y animales disecados. La muestra fue recolectada desde la década de 1940.